# Euagrus
Euagrus (Ausserer, 1875) è un genere di ragni appartenente alla famiglia Euagridae.

## Distribuzione
Le 22 specie note di questo genere sono diffuse prevalentemente in America centrale: ben 14 sono endemismi del Messico; 2 degli Stati Uniti e 1 del Guatemala. Infine gli esemplari classificati come Euagrus atropurpureus Purcell, 1903, sono stati reperiti in Africa meridionale, ma probabilmente vanno riclassificati altrove.

## Tassonomia
In alcune pubblicazioni questo genere è citato come Evagrus, ma va considerato un errore ortografico. Il genere non è sinonimo anteriore di Allothele Tucker, 1920, come ha evidenziato un lavoro di Coyle del 1984, contra un analogo studio di Benoit del 1964.
Attualmente, a dicembre 2020, si compone di 22 specie:
- Euagrus anops Gertsch, 1973 — Messico
- Euagrus atropurpureus Purcell, 1903 — Africa meridionale
- Euagrus carlos Coyle, 1988 — dal Messico alla Costa Rica
- Euagrus cavernicola Gertsch, 1971 — Messico
- Euagrus charcus Coyle, 1988 — Messico
- Euagrus chisoseus Gertsch, 1939 — USA, Messico
- Euagrus comstocki Gertsch, 1935 — USA
- Euagrus formosanus Saito, 1933 — Taiwan
- Euagrus garnicus Coyle, 1988 — Messico
- Euagrus gertschi Coyle, 1988 — Messico
- Euagrus guatemalensis F. O. P.-Cambridge, 1897 — Guatemala
- Euagrus gus Coyle, 1988 — Messico
- Euagrus josephus Chamberlin, 1924 — Messico
- Euagrus leones Coyle, 1988 — Messico
- Euagrus luteus Gertsch, 1973 — Messico
- Euagrus lynceus Brignoli, 1974 — Messico, Guatemala
- Euagrus mexicanus Ausserer, 1875[2] — Messico
- Euagrus pristinus O. P.-Cambridge, 1899 — Messico
- Euagrus rothi Coyle, 1988 — USA
- Euagrus rubrigularis Simon, 1890 — Messico
- Euagrus troglodyta Gertsch, 1982 — Messico
- Euagrus zacus Coyle, 1988 — Messico

### Specie trasferite
- Euagrus australis (Mello-Leitão, 1939); trasferita al genere Chilehexops Coyle, 1986[1].
- Euagrus caffer Pocock, 1902; trasferita al genere Allothele Tucker, 1920[1].
- Euagrus regnardi Benoit, 1964; trasferita al genere Allothele Tucker, 1920[1].
- Euagrus teretis (Tucker, 1920); trasferita al genere Allothele Tucker, 1920[1].

### Sinonimi
- Euagrus apacheus Gertsch & Mulaik, 1940; questo esemplare è stato riconosciuto in sinonimia con E. chisoseus Gertsch, 1939, a seguito di un lavoro dell'aracnologo Coyle del 1988[1].
- Euagrus empiricus Chamberlin, 1924; questo esemplare è stato riconosciuto in sinonimia con E. josephus Chamberlin, 1924, a seguito di un lavoro dell'aracnologo Coyle del 1988[1].
- Euagrus pragmaticus Chamberlin, 1924; questo esemplare è stato riconosciuto in sinonimia con E. rubrigularis Simon, 1890, a seguito di un lavoro dell'aracnologo Coyle del 1988[1].
- Euagrus ravenus Gertsch & Mulaik, 1940; questo esemplare è stato riconosciuto in sinonimia con Euagrus chisoseus Gertsch, 1939, a seguito di un lavoro dell'aracnologo Coyle del 1988[1].
- Euagrus ritaensis Chamberlin & Ivie, 1945; questo esemplare è stato riconosciuto in sinonimia con Euagrus chisoseus Gertsch, 1939, a seguito di un lavoro dell'aracnologo Coyle del 1988[1].
- Euagrus scepticus Chamberlin, 1924; questo esemplare è stato riconosciuto in sinonimia con Euagrus josephus Chamberlin, 1924, a seguito di un lavoro dell'aracnologo Coyle del 1988[1].